# Drongo-das-andamão

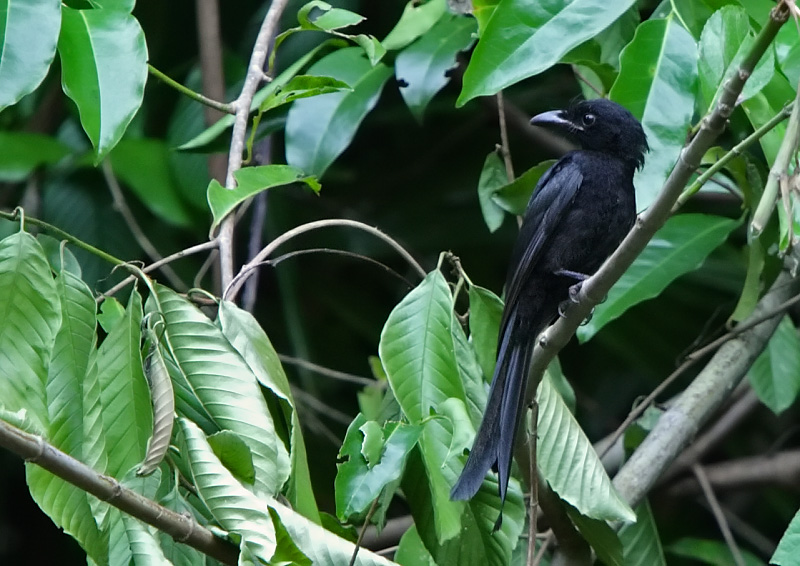

Drongo-das-andamão (Dicrurus andamanensis) é uma espécie de ave da família Dicruridae. A espécie é endêmica das ilhas Andamão do Oceano Índico. Existem duas subespécies, a nominal sendo encontrada nas principais ilhas do arquipélago, e a dicruriformis ocorrendo nas ilhas Coco e na ilha da Mesa no norte da cadeia.
O drongo-das-andamão é 28-29 centímetros de comprimento, embora a maior subespécie dicruriformis tenha 35 cm de comprimento. Tem uma cauda profundamente bifurcada e um bico preto pesado. A plumagem é preta (exceto para primárias acastanhadas), e brilhante com verde. Existe algum dimorfismo sexual, sendo a fêmea menor e com a cauda menos bifurcada.
Os seus habitats naturais são: floresta subtropical ou tropical húmida de baixa altitude e floresta subtropical ou tropical húmida de montanha. Está ameaçado pela perda de habitat.